# Micose

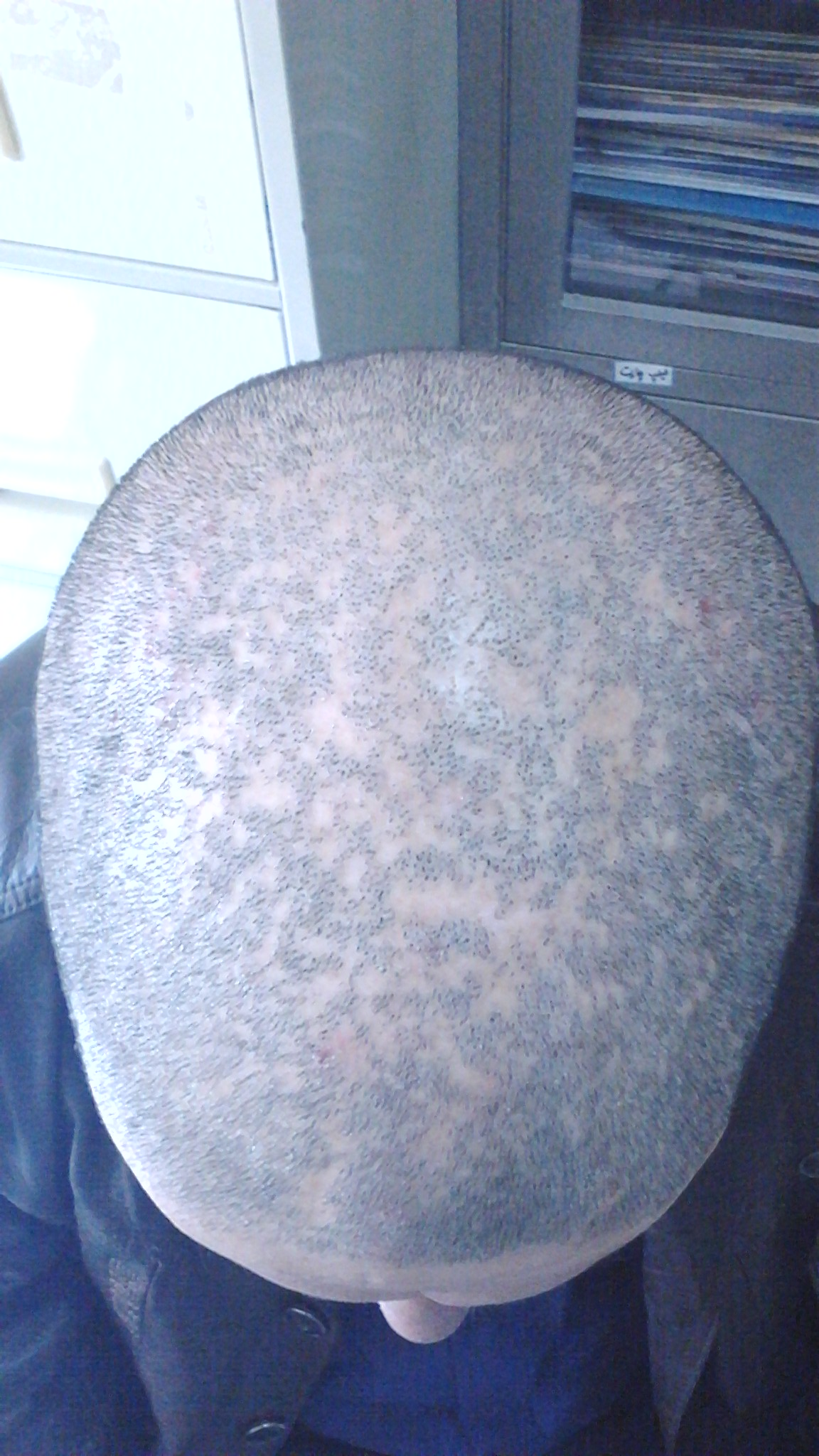
Tinea capitis com perda de cabelo.

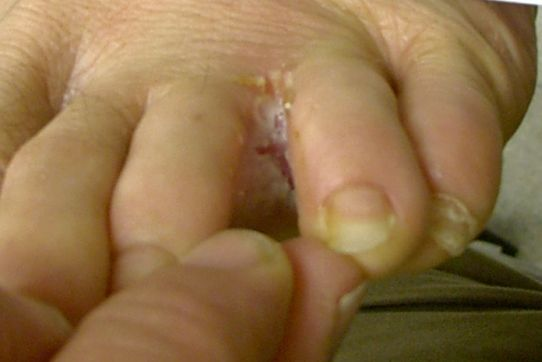
Pé de atleta ou tinea pedis.

Micose é o nome genérico dado a várias infecções causadas por fungos. Existem cerca de 230 mil tipos de fungos, mas apenas, aproximadamente, 100 tipos que causam infecção.
Visto que os fungos estão em toda a parte, é inevitável a exposição a eles.[carece de fontes?] Em condições favoráveis (como ambientes com muita humidade e calor excessivo), os fungos reproduzem-se e podem dar origem a um processo infeccioso que, dependendo do fungo ou da região afectada, pode ser superficial ou profundo.[carece de fontes?]

## Micoses superficiais
Nesse tipo de micose, os fungos se localizam na parte externa da pele, ao redor dos pêlos ou nas unhas, alimentando-se de gordura e (ou) da proteína queratina. Incluem:
- Dermatofitoses ou Tinha: Causadas por Microsporum, Trichophyton ou Epidermophyton, transmitidos por tecidos contaminados ou contato direto.
  - Tinea pedis ou pé-de-atleta: Extremamente comum, atinge a pele entre os dedos do pé. Pode vir acompanhada de uma infecção bacteriana. A cura pode demorar vários meses.
  - Tinea unguium ou Onicomicose: Infecção fúngica da unha, também é extremamente frequente na população adulta, particularmente nas unhas dos pés.
- Tinea capitis ou Tinha do couro cabeludo: Mais comum em crianças, deixa o cabelo frágil e causa perda de cabelo.
- Tinea corporis e Tinea Cruris: As lesões são circulares com bordas vermelhas e escamosas, inflamadas. Causam coceira, crescem e persistente com o tempo. Mais comum em adultos, transmitida por esporos ou por contato.
- Pitiríase versicolor: Popularmente conhecido como pano branco (quando deixa manchas descoloradas), é causado levedura de espécies de Malassezia deixa manchas na pele com uma cor diferente (branca, rosada ou marrom), mais visível com um bronzeado. Pode causar coceira, inflamar e formar placas vermelhas e oleosas. Bastante comum em países tropicais, quase sempre é apenas um problema estético.
- Tinha negra (Tinea nigra): Causada por Hortaea werneckii deixa manchas marrons ou negras nas palmas das mãos ou plantas do pé.
- Piedra branca: Causada por espécies de Trichosporon formam nódulos brancos nos pelos que os deixam mais frágeis. Endêmica na América Latina e Suldeste asiático.
- Piedra negra: Causada por Piedraia hortae formam nódulos negros nos pelos. Mais rara que piedra branca. Resolve com depilação completa.
- Candidíase superficial: Causada por Candida albicans (maioria dos casos) ou outras espécies, geralmente infectam as dobras da pele, como axilas, inguinal, debaixo dos seios e glúteos. As manchas vermelhas, úmidas, irregulares, pode parecer uma tinea. É comum em bebês que ficaram vários minutos com a fralda suja. Pode ser curada em poucos dias, ao contrário das tinhas, que costumam demorar meses pra desaparecer.

Micoses superficiais são 10 a 20% dos motivos para consultas com dermatologistas, mais comuns em homens, jovens e obesos. Podem ser tratadas com Griseofulvina 500mg/dia por 4 a 8 semanas; Terbinafina 250 mg/dia por 4 semanas; Itraconazol 100 mg/dia por 4 semanas ou Fluconazol 100 mg/dia por 4 semanas.

## Micoses subcutâneas

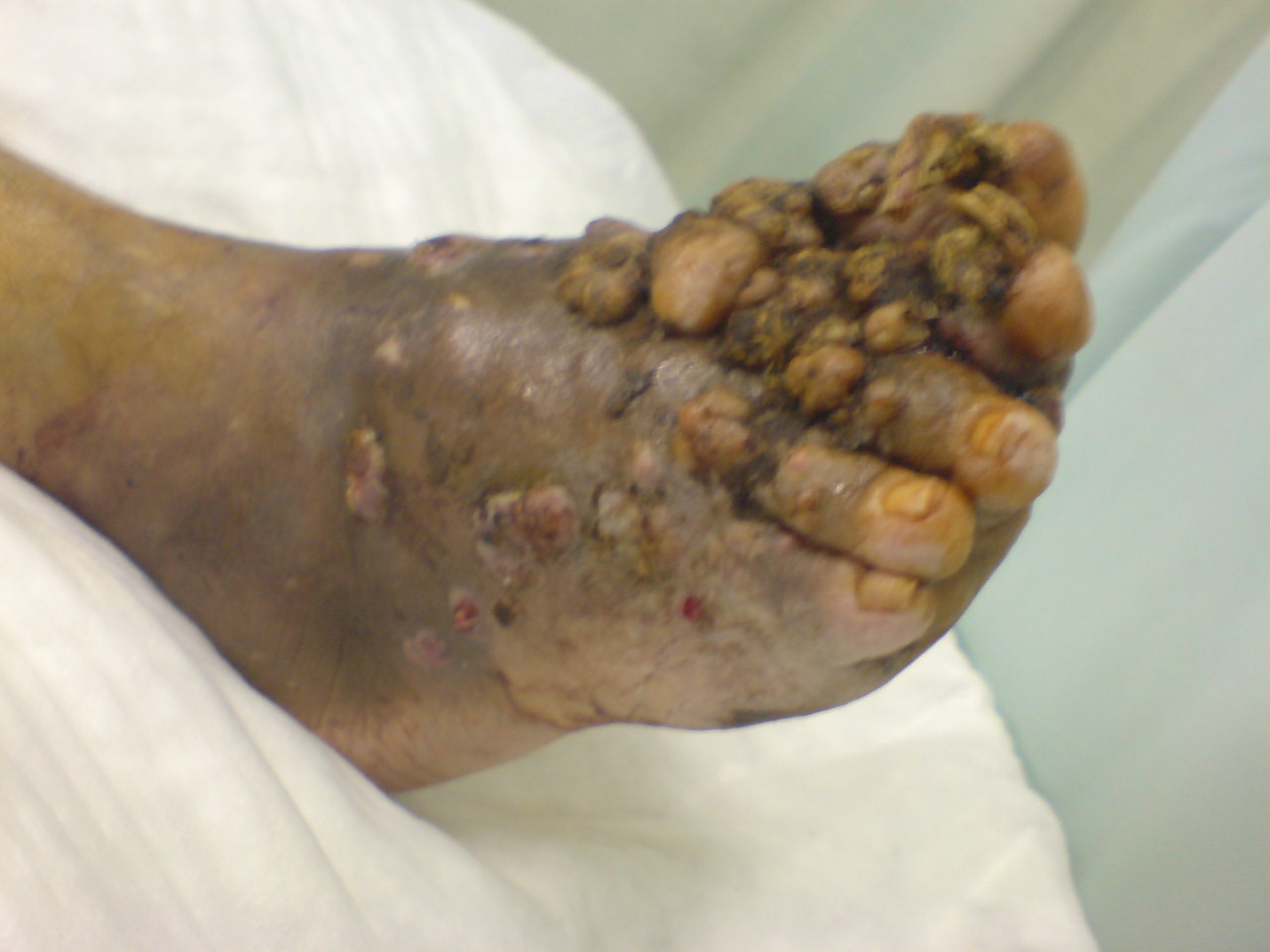
Eumicetoma granulomatoso crônico avançado causado por Madurella.

As micoses subcutâneas geralmente começam quando esporos são inoculados ao ferir-se com plantas, madeira, pedras ou terra. São mais comum nas extremidades, algumas podem crescer a ponto de deformar ossos e articulações. São mais comuns entre homens jovens que trabalham como agricultores, jardineiros ou entre crianças que brincam com terra e plantas. Endêmicas de lugares tropicais ou subtropicais e úmidas.
- Esporotricose cutânea-linfática: Causada por Sporotrix Na forma mais comum da doença, começa como um nódulo inflamado na perna, braço ou rosto, pouco doloroso. Resiste a tratamento com antibióticos e com o tempo outros nódulos aparecem. Os nódulos endurecem, ulceram e eventualmente cicatrizam. Em pessoas imunodeprimidas podem se espalhar para ossos e articulações ou outros órgãos.
- Cromoblastomicose: Causada por fungos pigmentados dos gêneros Fonsecaea, Phialophora e Clamidophora começa como um nódulo vermelho que cresce lentamente, causa coceira e fica cada vez mais escuro até formar uma placa verrugosa que pode ser indolor. Não invade músculo nem ossos e raramente se dissemina.
- Eumicetoma ou micetoma fúngico: Causada por fungos Ascomycota, representam 40% dos micetomas. Na América do Norte geralmente é causado por Pseudallescheria, na América do sul por Madurella, na África por Leptosphaeria, enquanto Acremonium é comum em todo hemisfério norte. Mais de 20 espécies de fungos causam eumicetomas.[5] Formam grânulos brancos, marrons, amarelos ou negros dependendo da espécie e e crescem lentamente, endurecendo a pele e secretando pus. Eventualmente podem deformar ossos, articulações e músculos e exigir amputação.[6]
- Feohifomicose subcutânea: Causada por diversos hifomicetos, geralmente do gênero Exophiala, formam nódulos escuros que crescem formando placas verrugosas. Se não tratados podem disseminar causar abcessos em seios paranasais, cérebro, pulmões e necrosar ossos e articulações mesmo em pacientes previamente saudáveis.
- Lobomicose ou doença de Lobo: Causada por Loboa loboi. Começa como um nódulo duro de tecido conjuntivo, como um queloide, que crescem durante anos formando placas bolhosas que podem ulcerar, deixar grandes cicatrizes e deformar membros.[7]
- Rinosporidiose: Causada por Rhinosporidium seeberi infecta principalmente nariz, faringe e olhos formando nódulos de tecido maduro (hiperplasia). Pode ser transmitido pelo ar e também é encontrado em locais áridos. Apesar de estar classificado como micose no CID-10, atualmente está sendo reclassificado como uma protozoonose.[8]

## Micoses sistêmicas

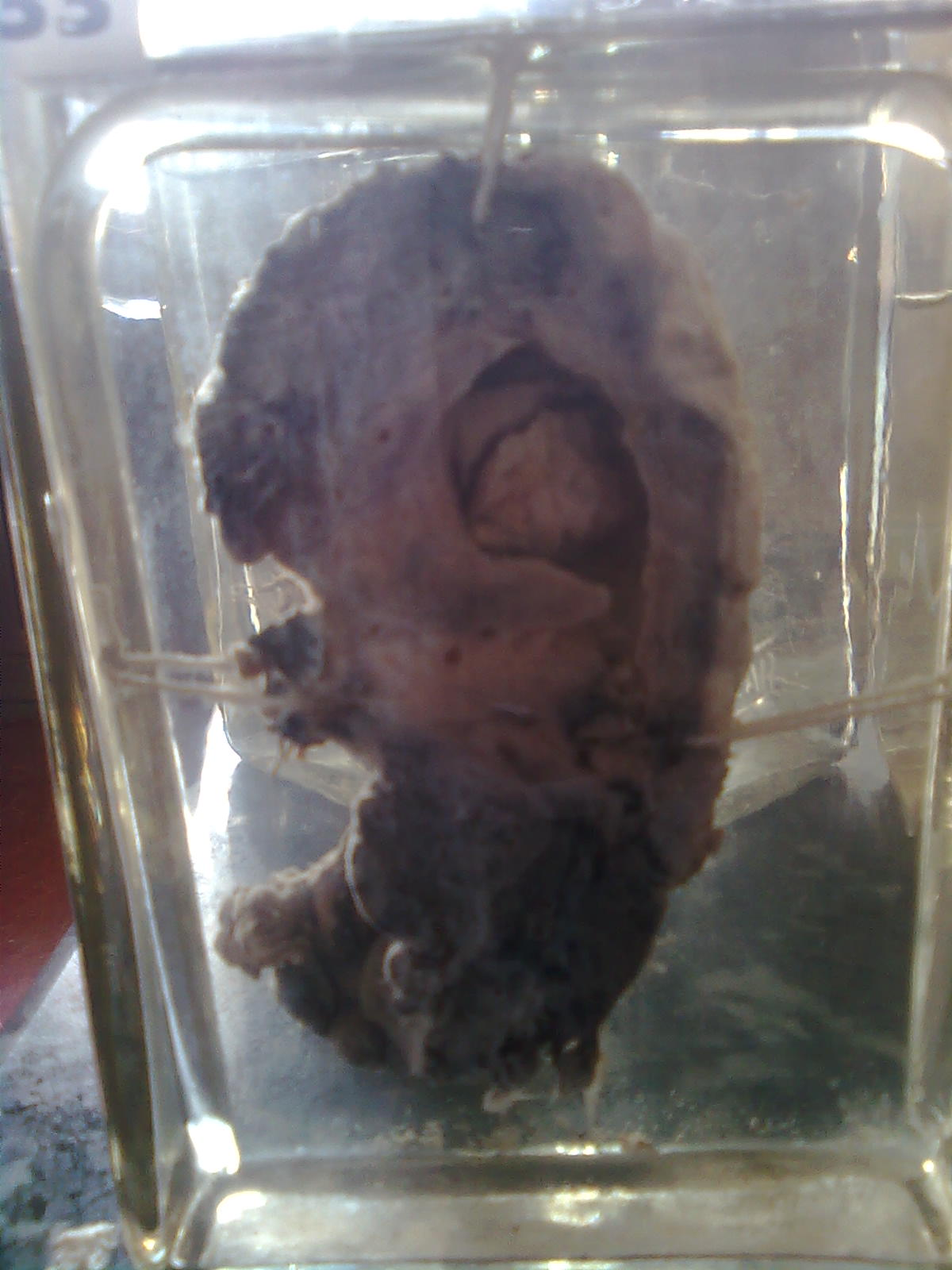
Pulmão deformado por granulomas de aspergillus. (aspergilomas)

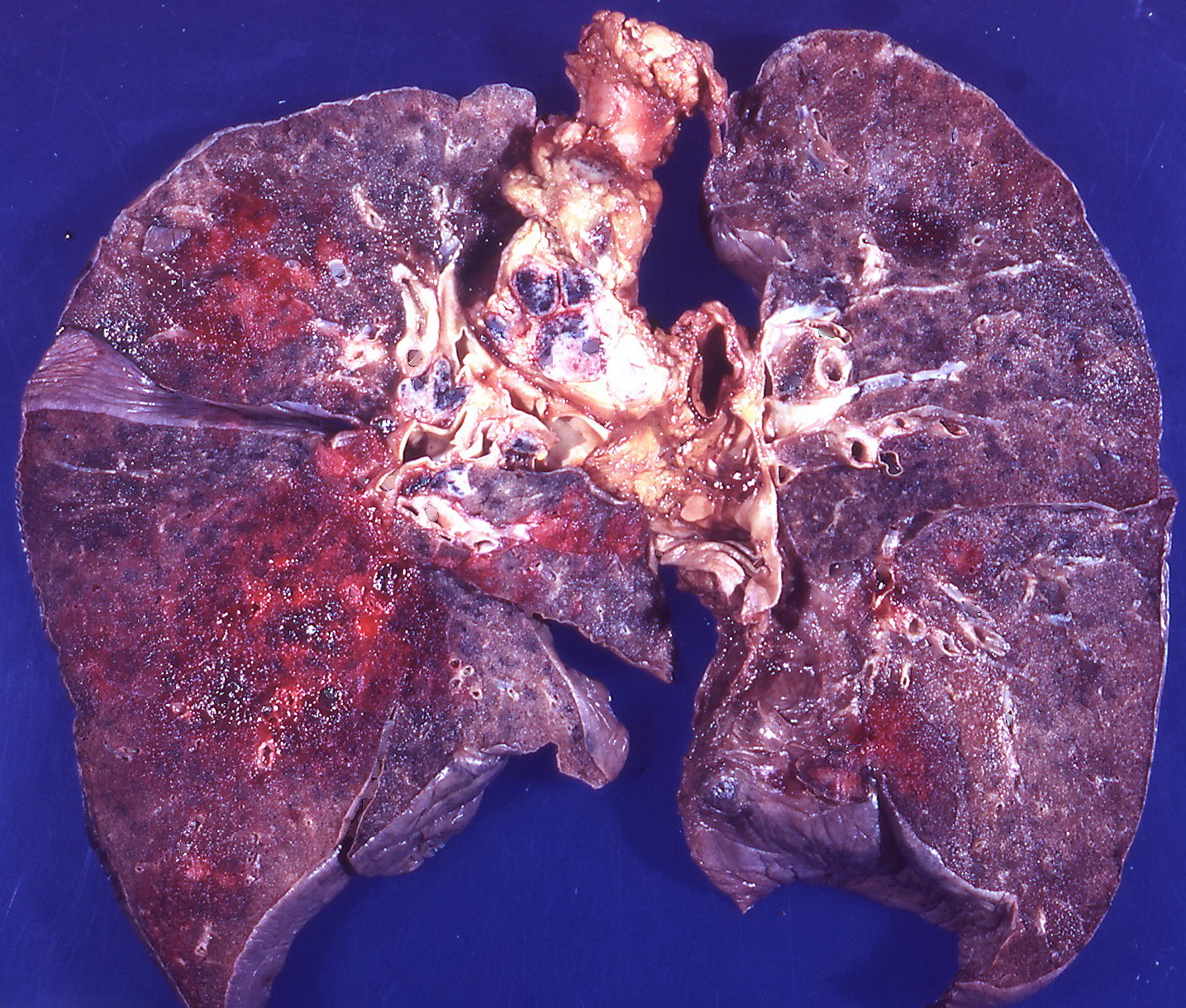
Pneumonia hemorrágica por candidíase.

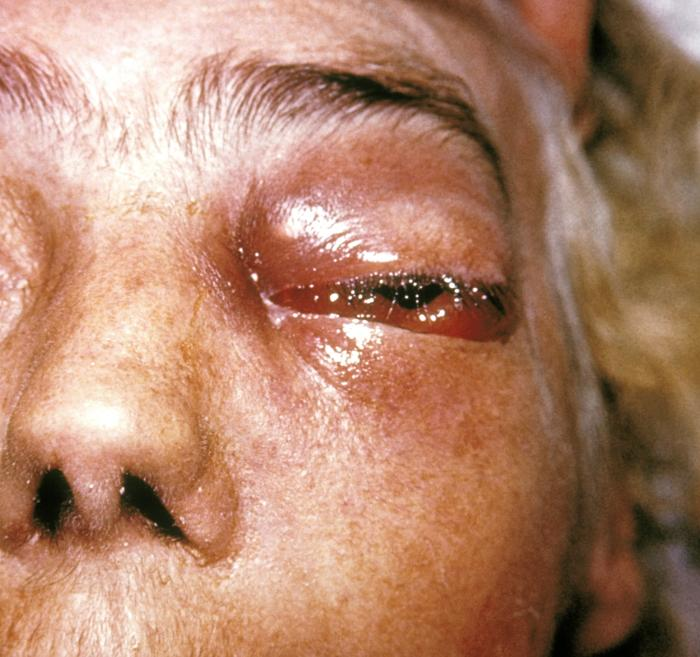
Mucormicose periorbital (ao redor do olho).

Incluem-se neste grupo infecções fúngicas que afetam o sistema respiratório, nervoso, digestivo, circulatório ou osteoarticular. Podem começar como infecção da cutânea ou subcutâneas (por exemplo, Esporotricose e Cromomicose) que se dissemina para outros órgãos ou com esporos (Conídios) inalados (por exemplo, Blastomicose, Criptococose, Coccidiose). Geralmente são oportunistas, afetando portadores de doenças crônicas e imunocomprometidos. 
- Histoplasmose: Causada por respirar esporos de Histoplasma capsulatum ou Histoplasma duboisii, disseminados nas fezes de aves e morcegos. É a micose sistêmica mais comum e difundida pelo mundo. Frequentemente causa poucos sintomas (90%) e é similar a uma gripe ou outra infecção respiratória (febre, tosse, dor muscular e mal estar). Pode infectar o olho (queratomicose). Em imunodeprimidos pode se disseminar para sistema gastrointestinal, sistema nervoso central ou sistema cardiovascular. [10]
- Coccidioidomicose: Causada por inalar esporos de Coccidioides immitis ou Coccidioides posadasii, endêmicos nas Américas. A maioria dos casos é uma infecção respiratória leve ou moderada (febre, cansaço, dor no peito, tosse e dor de cabeça) que melhora mesmo sem tratamento, mas pode ser disseminada para articulações, sistema nervoso central, sistema digestivo, olho e rins.  [11]
- Blastomicose: Causada por inalar esporos de Blastomyces dermatitidis, endêmico na América do Norte. Geralmente parece com uma gripe e se cura sozinha, mas pode causar pneumonia e SARS em imunocomprometidos. Parece um câncer de pulmão em exames de imagem.[12]
- Paracoccidioidomicose: Causada por inalar esporos de Paracoccidioides brasiliensis, endêmico na América Latina. O tipo pulmonar tem sintomas respiratórios típicos, o tipo mucocutâneo forma placas e ulcerar pele e mucosas, o tipo disseminado por via sanguínea lesiona vísceras, ossos e sistema nervoso simultaneamente.[13]
- Esporotricose sistêmica: Causada por inalar esporos de Sporothrix schenckii ou por disseminação de infecção subcutânea adquirida por ferida. Pode afetar pulmões causando pneumonia, afetar ossos e articulações causando enrijecimento doloroso ou ainda afetar meninges ou olhos.[14]
- Aspergilose: Causada por inalar esporos de Aspergillus, geralmente afeta os pulmões ou seios paranasais e pode disseminar para cérebro, rins, fígado, coração e ossos. Encontrado em todo o mundo.[15]
- Candidíase: As espécies de Candida podem se disseminar por sangue ou diretamente a partir de outro local em pacientes com poucos linfócitos T e NK. Pode infectar sistema respiratório, digestivo, urinário, nervoso, osteoarticular, reprodutor e/ou circulatório. [16]
- Criptococose: Causada por Cryptococcus neoformans ou Cryptococcus gattii, em pacientes saudáveis causa apenas infecção pulmonar ou cutânea leve ou moderada. Em pacientes imunodeprimidos pode causar pneumonia grave, SRAS ou meningite. Mais raramente infecta próstata ou medula óssea.[17]
- Peniciliose: Causada por Penicillium marneffei endêmico somente no extremo oriente. Causa pneumonia e fungemia com sintomas de tuberculose.[18]
- Zigomicose: Causada por zigomicetos dos gêneros Rhizopus, Rhizomucor, Absidia ou Mucor causam infecções pulmonares. Podem causar síndrome rinocerebral, infectando nariz e penetrando o cérebro, principalmente em pacientes com cetoacidose diabética, neutropenia ou que façam tratamento com corticosteroides. Mucormicose evolui rapidamente com placas e abcessos necróticos e tem alta mortalidade.[19]

## Transmissão
Algumas formas comuns de se contrair micoses superficiais: 
- Contato com animais de estimação;
- Em chuveiros públicos, lava-pés, piscinas ou saunas;
- Ao andar descalço em pisos úmidos;
- Compartilhando tecidos ou equipamentos como toalhas, roupas, botas, luvas;
- Compartilhando alicates de cutículas, tesouras e lixas não esterilizadas;
- Uso de roupas úmidas ou sapatos por tempo prolongado.

## Prevenção
Alguns procedimentos diminuem o risco de se contrair uma micose, dentre eles:
- Sempre usar sandálias;
- Evitar andar descalço em pisos úmidos;
- Nunca usar toalhas compartilhadas, especialmente se estiverem úmidas ou mal lavadas;
- Após o banho, enxugar-se bem, principalmente nas áreas de dobras, como o espaço entre os dedos dos pés e virilha;
- Usar sempre roupas íntimas de fibras naturais como o algodão, pois as fibras sintéticas prejudicam a transpiração;
- Verificar se os objetos de manicure, como alicates, tesouras e lixas são esterilizados;
- Em contato prolongado com detergentes, usar luvas e enxaguar as mãos toda vez que usar esponja;
- Evitar utilizar pentes ou escovas de cabelo de outras pessoas;
- Evitar o uso de roupas molhadas.

## Tratamento
As micoses são tratadas com antimicóticos/antifúngicos. Que podem ser:
- Antifúngicos Poliênicos:
  - Anfotericina B: Injetável. Pode ser tóxico para os rins e causa muitos efeitos colaterais, mas é eficiente contra um amplo espectro de fungos. Usado para tratar micoses graves, quando outros medicamentos menos tóxicos não são eficazes. Combinar com Flucitosina para tratar criptococose meníngea e candidíase sistêmica.
  - Nistatina: Usado para tratar candidíases superficial ou em tubo digestivo. Também é antibiótico.

- Derivados do Imidazol: Usados para tratar micoses superficiais. Existem 12 derivados aprovadas para uso humano, sempre terminados com "azol".
  - Cetoconazol: Hepatotóxico por via oral. Usado em cremes contra dermatófitos e candidíase.
  - Miconazol: Via oral ou tópica. Útil contra micose oral ou intestinal.

- Derivados do Triazol: Usados por via oral para tratar micoses subcutâneas. Podem ser combinados com Ioduro potássico para tratar esporotricose ou mucormicose. Existem 10 derivados aprovados para uso humano, também terminados em "azol".
  - Fluconazol: Penetra bem no líquido cefalorraquidiano, logo também pode ser usado para tratar uma meningite fúngica.
  - Itraconazol: Ativa contra muitas dermatófitos. em sido associada a danos no fígado e deve ser evitado ou usado com precaução em pacientes com doença hepática.
  - Voriconazol: Amplo espectro, pode ser usado para tratar micoses disseminadas.

- Antibióticos: Alguns bactericidas também podem atuar como antifúngicos.
  - Griseofulvina: Fungostático usado para tratar tinhas.
  - Cotrimoxazol: Nome comercial Bactrim ou Septra, pode ser usado para tratar micoses pulmonares, como pneumocistose.

- Outros:
  - Terbinafina: Usado por via oral para tratar onicomicose.
  - Capsofungina: Intravenoso contra micoses sistêmicas por Aspergillus ou Candida.
  - 5-Flucitosina: Usado só ou associado com triazóis para tratar

Apesar do tratamento com antifúngicos ser simples, exige persistência, porque é comum pensar que o fungo está eliminado, quando na verdade não está. Portanto, o paciente não deve interromper o tratamento quando se sentir melhor ou o fungo pode voltar mais resistente a tratamentos. Deve-se seguir corretamente o tempo e dose do tratamento indicado pelo médico.